# Helina fasciculata
Helina fasciculata är en tvåvingeart som beskrevs av John Otterbein Snyder 1953. Helina fasciculata ingår i släktet Helina och familjen husflugor.
Artens utbredningsområde är Zimbabwe. Inga underarter finns listade i Catalogue of Life.